# اس‌ام یوبی-۴۸

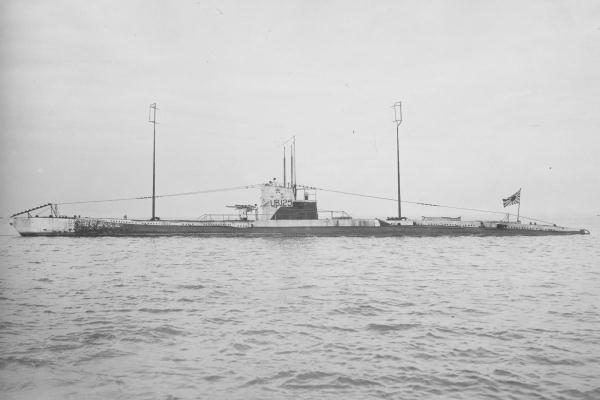
اس‌ام یوبی-۴۸

اس‌ام یوبی-۴۸ (به انگلیسی: SM UB-48) یک زیردریایی بود که طول آن ۵۵٫۳ متر (۱۸۱ فوت) بود. این زیردریایی در سال ۱۹۱۷ ساخته شد.